# Раухенштайн
Замок Раухенштайн — руины средневекового замка в городе Баден в Австрии. Замок располагается в долине Хелененталь, северо-восточнее города Швехат.

## История
Предположительно, замок был построен одновременно с расположенным по соседству замком Раухенек в середине XII века семьёй Турс. Первое упоминание замка встречается в земельном кадастре Клостернойбурга в 1186 под именем Alber et Chonrat de Ruhinstein, в качестве владельца указан Зейфрид Турс фон Раухенштайн (Seyfried Turso von Rauhenstein). В XII и XIII веках замок принадлежал роду Турс, министрам Бабенбергов. К концу XIII века род Турсов вымер и замок перешёл во владение семьи Пиллихсдорфер. В 1386 году замок унаследовал Ханс III Пуххайм. В 1408 году раубриттеры под предводительством Йоханна Лауна захватили и разграбили замок.
В 1466 году владелец замка Вильгельм Пуххайм разграбил кортеж императрицы Элеоноры, супруги императора Фридриха III. Хотя охрана смогла вернуть награбленное, император выслал карательный отряд под руководством Георга Поттендорфа, разграбив и забрав замок в императорское владение. В результате осады часть укреплений была разрушена.
В ходе Венгерской войны в 1460-х гг. против короля Матьяша I, замки Раухенштайн, Раухенек и Рор были частично разрушены. Так как император Фридрих остро нуждался в деньгах для продолжения войн, замок Раухенштайн наряду с другими имперскими владениями был заложен.
В 1529 году замок был разрушен турками. В XV и XVI веках замок служил центром земельного суда района. Полиптик 1534 года указывает замок Раухенштайн центром близлежащих земель.
В течение следующих ста лет замок часто менял владельцев, которые либо покупали, либо наследовали Раухенштайн. Так в 1635 году Ханс Пауль Бауер был пожалован Фердинандом II во фрайхерр фон и цу Раухенштайн, несмотря на то, что Бауер практически не занимался этим замком и не выделял денег на ремонт, а через 9 лет заложил замок. В следующие годы Раухенштайн часто перепродавался, сменив к 1683 году более 8 владельцев.

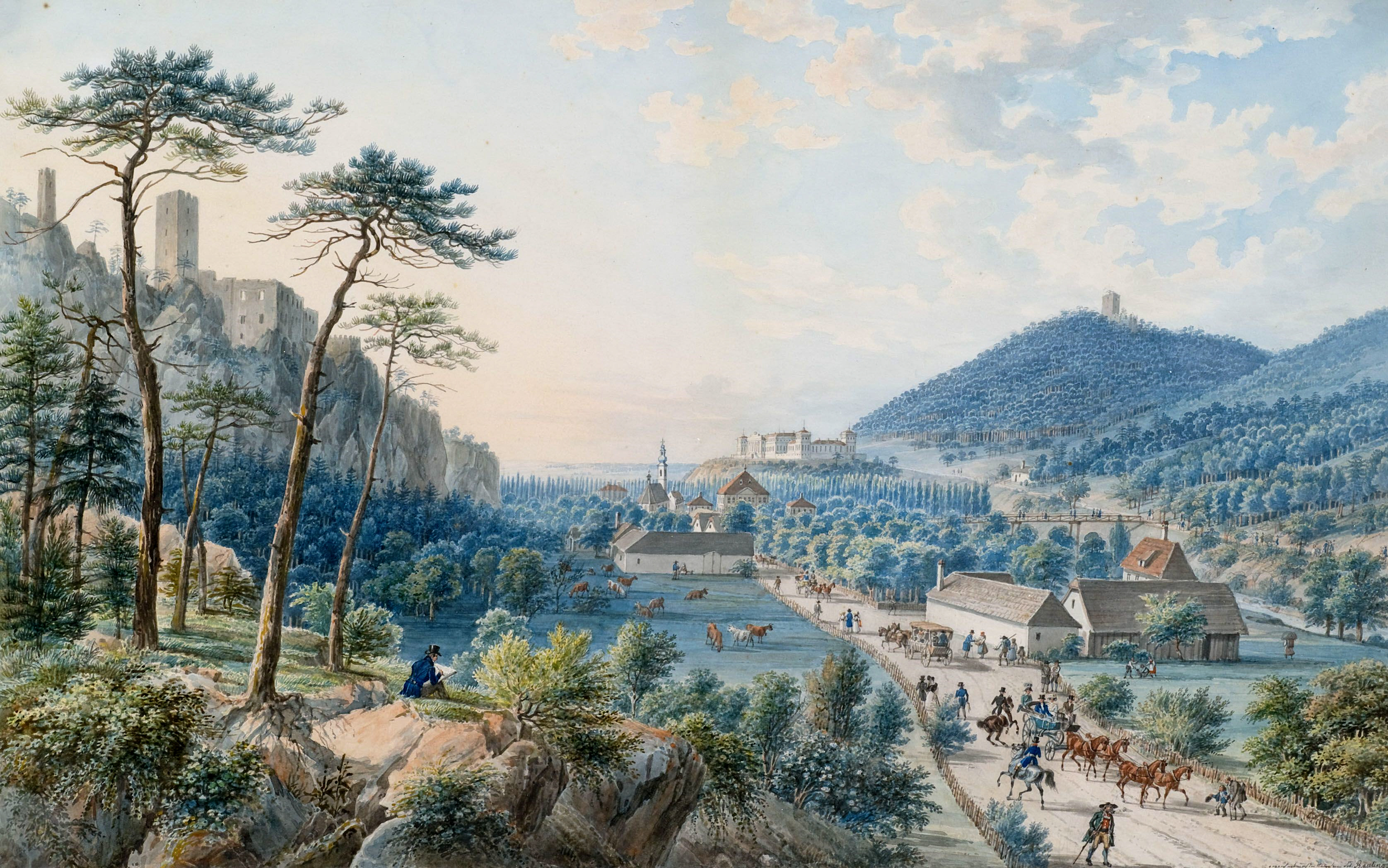
Тобиас Раулино, Вид на замок Вайльбург, акварель, ок. 1839.
На переднем плане слева видны укреплённые и открытые для посещения руины замка Раухенштайн

В 1683 году в ходе Австро-турецкой войны замок сильно пострадал и представлял собой практически руины. К 1705 году отсутствовала большая часть крыши, дверей и окон, а в 1713 году новый владелец замка, Франц Антон фон Кваренти и Раал, приказал снять с заброшенного здания оставшуюся часть кровли для уклонения от введённого налога на крыши. В 1741 году Раухенштайн перешёл во владение к современным хозяевам, семье Доблофф-Дир.
С 1790 по 1808 год замок был отдан в аренду фирме Мюльбек и Хебенштрайт, которая открыла в помещениях производство скипидара. Производство не пошло на пользу ни замку, ни местному термальному курорту.
В 1808 году замок арендовал Йоханн Фердинант фон Шонфельд, венский предприниматель, коллекционер и писатель. Он отреставрировал здание, очистил и открыл для посещения не только руины, но и донжон. Ещё в XVIII веке вокруг замка был разбит парк со статуями, павильонами и прудом с водяными черепахами. С этого времени руины были открыты для посещения и постоянно реставрировались и укреплялись.
Во второй половине XX веке интерес к замку Раухенштайн снова возрос. С 1993 года рядом с замком проводится фестиваль Ruinenfestl.

## Архитектура
На протяжении всей своей истории здание постоянно перестраивалось и достраивалось. Можно выделить 4 этапа становления замка.

### Романскийпериод
Первое здание, построенное на месте замка, представляло собой небольшой двухэтажный романский дворец, размером около 20х8 метров. Несмотря на свои скромные размеры, с долины постройка смотрелась намного внушительнее ввиду выгодного расположения на самом верху скалы и солидной каменной кладке. Со стороны двора в дворце располагались две двойные двери: главные (ширина проема 2 метра) и хозяйственные (ширина проема 70 см). Исходя из высоты дверей можно заключить, что первый этаж был около 2 метров высотой.
Второй этаж дворца был высотой около 3 метров и его занимали жилые и представительные комнаты. С восточной стороны дворца частично сохранился фронтон.
Со стороны двора нет никаких остатков или намеков на возможные окна в то время, как на стене, обращённой к долине, располагались романские окна, расширенные позже в эпоху барокко.

### Готическийпериод
В XIV веке, возможно после разрушения в 1299 году, к дворцу достроили ещё два этажа, при этом старое деление на первые два этажа было сохранено. Третий этаж был уже намного выше старых, его высота составляла 4,5 метра. Возможно на этаже располагался подвесной потолок. Подобные конструкции довольно часто встречаются в зданиях того времени. Высота 4 этажа составляла 3 метра.
В то время, как не сохранилось ни одного следа романского окна, довольно много готических окон дошло до нас. Только одно из них сохранилось в первоначальном виде и представляет собой простое прямоугольное окно. Остальные окна были замурованы в эпоху барокко, но легко угадываются со стороны фасада.
До нас дошла готическая ланцетовидная дверь, располагающаяся на 4 этаже.

### Барочныйпериод
В начале XVII века здание подверглось полной перестройке. Дворец был разделен на 3 этажа, при этом высота первого этаже не изменилась. Стены, обращённые во внутренний двор, вертикально расчленили на 4 части, пробив новые окна. Окна первого этажа, выходящие на долину, расширили, таким образом полностью уничтожив романские окна XII-XIV веков. На втором и третьем этажах заложили старые окна и пробили новые большие прямоугольные вытянутые окна.
При перестройке было добавлено большое количество каминов, что нанесло большой ущерб романской кладке и уничтожило ценные готические элементы.

### Новое время
В 1790 году в разрушенном здании была размещена фабрика по производству скипидара. После обрушения остатков крыши был монтирован навес, следы крепления которого увидеть в виде косых вырубок на стенах.